# スペース・レンジャー バズ・ライトイヤー
『スペース・レンジャー バズ・ライトイヤー』（原題：Buzz Lightyear of Star Command）は、アメリカ合衆国のテレビアニメ。1995年に公開されたディズニー映画である『トイ・ストーリー』に登場するバズ・ライトイヤーを主人公としたスピンオフ作品。
本作の前章に相当する作品として『スペース・レンジャー バズ・ライトイヤー 帝王ザーグを倒せ!』が制作され、OVAとして2000年に発売された。
本作は「トイ・ストーリー」の世界で放送されているアニメという設定で、本編は2Dアニメーション制作だが、OPの前にトイ・ストーリーのウッディとバズたちがテレビの前に集まる3DCGアニメーションが流れるという形式が採られている。

## キャラクター

### スペース・レンジャー
バズ・ライトイヤー
声 - 稲葉実（日本語吹き替え版）、パトリック・ウォーバートン（オリジナル版）
主人公。宇宙防衛軍スペースコマンドの司令基地に所属するスペースレンジャーで、スター・クルーザー42に乗るチーム・ライトイヤーのリーダー。勇敢で正義感が強く、銀河の危機を何度も救っている。口癖は「無限の彼方へさあ行くぞ！」。セクター4の惑星モーフ出身。
ミラ・ノヴァ
声 - 本田貴子（日本語吹き替え版）、ニコール・サリヴァン（オリジナル版）
チーム・ライトイヤーの副リーダー。青い肌を持つタンゲア星の王女。タンゲア王家の「ゴースティング・パワー」で、壁をすり抜けたり敵の脳を麻痺させることができる。訓練で最大レベルの10をクリアする実力者で、タンゲア星をザーグから救ったバズに憧れてスペースコマンドに入隊した。故郷に婚約者がいる。
XR
声 - 堀内賢雄（日本語吹き替え版）、ラリー・ミラー＆ニール・フリン（オリジナル版）
チーム・ライトイヤーのメンバー。金色のチューブのようなロボット。バズのパートナーとしてリトル・グリーン・メンに作られた最先端のロボットレンジャーだが、壊れて修理されてからは陽気なお調子者になった。XRは実験用レンジャー（Experimental Ranger）の略。ネビュラ隊長を父親だと思っている。
ブースター
声 - 茶風林（日本語吹き替え版）、スティーヴン・ファースト（オリジナル版）
チーム・ライトイヤーのメンバー。元々はスペースレンジャーに憧れるスペースコマンドの掃除係だった。気が優しく、頑丈な力持ち。太っているのでスーツは特注サイズで、体重は500UMMUs。農業惑星の農民の出身。
ネビュラ隊長
声 - 内海賢二（日本語吹き替え版）、アダム・カローラ（オリジナル版）
スペースレンジャーの基地・スターコマンドの司令官。スペースレンジャーの要請によって小型宇宙船のアルファ1を派遣する。頑固で短気な性格。ロボット嫌いでXRを中々認めなかった。
リトル・グリーン・メン
声 - 鈴木琢磨、三ツ矢雄二、仲野裕 （日本語吹き替え版）、パトリック・ウォーバートン （オリジナル版）
ユニ・マインドで意思統一されたスターコマンドの研究員。何人もいる。

### 敵
ザーグ
声 - 玄田哲章（日本語吹き替え版）、ウェイン・ナイト（オリジナル版）
プラネットZを支配する悪の帝王。ロボット兵士のホーネッツを操る。銀河征服を企んでいるが、宿敵のバズにいつも負けて悔しがっている。平行世界ではピザプラネットの従業員だった。
グラブ
声 - 龍田直樹（日本語吹き替え版）、フランク・ウェルカー（オリジナル版）
プラネットZのザーグの手下。甲虫のようなエイリアンで、リトル・グリーン・メンのように何人もいる。
ブレイン・ポッド
声 - 長島雄一、中尾隆聖 （日本語吹き替え版）、ショーン・ヘイズ、チャールズ・キムブロウ（オリジナル版）
ザーグの手下の科学者。脳みそだけのエイリアンで、ザーグを恐れている。
ワープ・ダークマター
声 - 大塚芳忠（日本語吹き替え版）、ディーリッチ・ベイダー（オリジナル版）
ザーグに金で雇われたサイボーグのエージェント。元スペースレンジャーでバズの元親友だが、悪に目覚めてザーグのスパイをしていた。今でもバズと共闘することがある。訓練生の頃から素行が悪かった。月に別荘を持つ。
グラビティーナ
声 - 不明（日本語吹き替え版）、ケリー・ケニー（オリジナル版）
大きな頭で重力を操る女性犯罪者。バズに一目惚れしている。
平行世界のバズ
声 - 稲葉実（日本語吹き替え版）、パトリック・ウォー・バートン（オリジナル版）
悪の帝王をしている平行世界のバズで、ザーグ以上の残酷な悪党。スペースレンジャーのバズと違って髭を生やしている。
NOS-4-A2
ザーグに作られたロボットのヴァンパイア。ロボットを手下にして人々のエナジーを吸い取るが、血を飲むことは嫌い。

## スタッフ
- 音楽 - アダム・ベリー
- 各話制作協力 - 宏廣動画、HANAアニメーション、新韓動画、WDAJ、ソヌアニメーション、トゥーンシティ、JADEアニメーション、SM動画
- 制作 - ディズニー・テレビジョン・アニメーション

### 日本語版制作スタッフ
- 翻訳 - 不明
- 演出 - 加藤敏
- 録音制作 - 東北新社[2]
- 日本語版制作 - ディズニー・キャラクター・ボイス・インターナショナル[2]

## 各話リスト
話数はトゥーンディズニー版（TD）、TBSテレビ版（TBS）の順。
| 話数 （TD） | 話数 （TBS） | 話数 （USA） | 邦題                           | 原題                       | 放送日         |
| ----------- | ------------ | ------------ | ------------------------------ | -------------------------- | -------------- |
| 1           | 1            | 12           | ロスト・イン・タイム           | Lost in Time               | 2004年 5月13日 |
| 2           | 2            | 19           | ルーキー・オブ・ザ・イヤー     | Rookie of the Year         | 2004年 5月13日 |
| 3           | 3            | 33           | 救出せよ！                     | Rescue Mission             | 5月20日        |
| 4           | 4            | 26           | 狼男あらわる                   | Wire Wolf                  | 5月20日        |
| 5           | 5            | 40           | ゴミ・コンパクターを盗み出せ   | Star Smasher               | 5月27日        |
| 6           | 6            | 47           | 敵の正体は？                   | Enemy Without a Face       | 5月27日        |
| 7           | 7            | 53           | おじいさんバズあらわる         | Good ol Buzz               | 6月3日         |
| 8           | 8            | 57           | ナールザクの恩返し             | Return to Karn             | 6月3日         |
| 9           | 9            | 58           | お掃除ロボット                 | Speed Trap                 | 6月10日        |
| 10          | 10           | 60           | 愛の引力                       | Opposites Attract          | 6月10日        |
| 11          | 11           | 61           | よみがえったミイラ             | Ancient Evil               | 6月17日        |
| 12          | 12           | 59           | クリスマスを取り戻せ！         | Holiday Time               | 6月17日        |
| 13          | 13           | 62           | 恋するXR                       | 42                         | 6月24日        |
| 14          | 14           | 6            | エネルギーヴァンパイアNOS-4-A2 | NOS-4-A2                   | 6月24日        |
| 15          | 15           | 11           | 謎の部品AFD                    | The Return of XL           | 7月1日         |
| 16          | 16           | 18           | シヴ・カタールの正体           | Shiv Katall                | 7月1日         |
| 17          | 17           | 27           | ザーク対ナメクジ・レンジャー   | The Crawling Flesh         | 7月8日         |
| 18          | 18           | 35           | XRはXL？                       | Head Case                  | 7月8日         |
| 19          | 19           | 28           | 野菜は剣よりも強し？           | Dirty Work                 | 7月15日        |
| 20          | 20           | 48           | 新型宇宙船スターソート         | The Starhought             | 7月15日        |
| 21          | 21           | 50           | 逃亡犯バズ・ライトイヤー       | Conspiracy                 | 7月22日        |
| 22          | 22           | 51           | ガルガンチア惑星のクーデター   | At Large On A Small Planet | 7月22日        |
| 23          | 23           | 52           | 火の玉攻撃                     | Sunquake                   | 7月29日        |
| 24          | 24           | 54           | バズの教え                     | First Missions             | 7月29日        |
| 25          | 25           | 55           | 狙われたブースター             | Large Targe                | 8月5日         |
| 26          | 26           | 56           | 銀河洗脳作戦                   | War, and Peace and War     | 8月5日         |
| 27          | 27           | 1            | 暴走タンカーを止めろ！         | The Torque Armada          | 8月12日        |
| 28          | 28           | 2            | 愛はスター・コマンドを救う     | Gravitina                  | 8月12日        |
| 29          | 29           | 3            | 自己改造ロボットXL             | XL                         | 8月19日        |
| 30          | 30           | 4            | それぞれのヒミツ               | Little Secrets             | 8月19日        |
| 31          | 31           | 5            | 正体を暴け                     | Inside Job                 | 8月26日        |
| 32          | 32           | 7            | 消えた惑星                     | The Planet Destroyer       | 8月26日        |
| 33          | 33           | 25           | ブースターの恋敵               | The Plasma Monster         | 9月2日         |
| 34          | 34           | 8            | 密猟者を追え                   | The Beasts of Karn         | 9月2日         |
| 35          | 35           | 9            | 研究材料                       | Tag Team                   | 9月9日         |
| 36          | 36           | 10           | 天才少年のお楽しみ             | The Main Event             | 9月9日         |
| 37          | 37           | 13           | UFOパニック                    | Strange Invation           | 9月16日        |
| 38          | 38           | 14           | 人格改造ヘルメット             | The Taking of PC-7         | 9月16日        |
| 39          | 39           | 15           | 洗脳されたバズ                 | MindWarp                   | 9月23日        |
| 40          | 40           | 16           | ミラの結婚                     | Mira's Wedding             | 9月23日        |
| 41          | 41           | 17           | 水の惑星バシオス               | Panic on Bathyos           | 9月30日        |
| 42          | 42           | 20           | バズの休暇                     | Stress test                | 9月30日        |
| 43          | 43           | 21           | エイリアン動物園               | A Zoo Out There            | 10月7日        |
| 44          | 44           | 22           | お化け野菜をやっつけろ         | Root Of Evil               | 10月7日        |
| 45          | 45           | 23           | ノヴァ王の心配                 | Super Nova                 | 10月14日       |
| 46          | 46           | 24           | テクノ・ダニ                   | Downloaded                 | 10月14日       |
| 47          | 47           | 29           | ヴァンパイア・キラー           | The Slayer                 | 10月21日       |
| 48          | 48           | 30           | もうひとつの宇宙               | The Lightyear Factor       | 10月21日       |
| 49          | 49           | 31           | クローン・レンジャー           | Clone Rangers              | 10月28日       |
| 50          | 50           | 32           | バンズルの収穫期               | Bunzel Fever               | 10月28日       |
| 51          |              | 34           | 惑星バイニピナーディア         | Devolutionaries            | 2006年 11月3日 |
| 52          |              | 36           | まゆからかえった小さな怪獣     | The Yukari Imprint         | 11月10日       |
| 53          |              | 37           | プロジェクトX                  | The Shape Stealer          | 11月17日       |
| 54          |              | 38           | ミラの恋人                     | Star Crossed               | 11月24日       |
| 55          |              | 39           | 幽霊の正体                     | Haunted Moon               | 12月1日        |
| 56          |              | 41           | ロズウェルの危機               | Stranger Invasion          | 12月8日        |
| 57          |              | 42           | クリスタル人間                 | Eye of the Tempest         | 12月15日       |
| 58          |              | 44           | 狼男の呪い                     | Lone Wolf                  | 12月22日       |
| 59          |              | 43           | 荒野の用心棒                   | Revenge of the Monster     | 12月29日       |
| 60          |              | 45           | 遭難者たちの惑星               | Planet of the Lost         | 2007年 1月5日  |
| 61          |              | 46           | レイノックの逆襲               | Revenge of the Raenoks     | 1月12日        |
| 62          |              | 49           | 千年虫の襲来                   | Millennial Bugs            | 1月19日        |

## 日本での放送
初回放送はTBSで実施されており、2004年5月13日から10月28日にかけて木曜深夜2時57分に50話分が放送された。
2005年よりディズニー・チャンネルでTBS放送分の話を放送後、トゥーンディズニーに移行して未放送とされていた12話分の話を含めて全話放送された。
本放送終了後はWOWOWでも放送を実施した。